# ساوانا مک‌کارتی
ساوانا مک‌کارتی (انگلیسی: Savannah McCarthy؛ زادهٔ ۲۶ مارس ۱۹۹۷) بازیکن فوتبال اهل جمهوری ایرلند است که در حال حاضر برای باشگاه فوتبال زنان شامروک راورز بازی می‌کند.
وی همچنین در تیم‌های ملی فوتبال زیر ۱۷ سال، زیر ۱۹ سال و بزرگسالان زنان جمهوری ایرلند بازی کرده است.

## سال‌های اولیه
مک‌کارتی در مراحل اولیه کار خود برای لیستول سلتیک فوتبال بازی کرد و از زمانی که هفت ساله بود به این باشگاه پیوست. او همچنین تا سطوح پایه برای کری بازی کرد، قبل از اینکه تصمیم بگیرد بر روی فوتبال تمرکز کند.

## دوران باشگاهی
مک‌کارتی در اوت ۲۰۱۴ با ویوز قرارداد امضا کرد و اولین حضور خود در لیگ ملی
فوتبال زنان جمهوری ایرلند (WNL) را در فصل ۲۰۱۴–۱۵ برای این باشگاه انجام داد. پس از یک فصل، او به باشگاه فوتبال زنان گالوی پیوست.
در فوریه ۲۰۱۶، مک‌کارتی پیشنهاد یک قرارداد حرفه‌ای با باشگاه فوتبال زنان گلاسگو سیتی که در لیگ قهرمانان زنان اروپا شرکت می‌کرد را پذیرفت. حضور برخی از هم‌تیمی‌های بین‌المللی ایرلندی به او کمک کرد تا در محیط جدیدش احساس راحتی کند. در نوامبر ۲۰۱۷، او به گلاسگو سیتی کمک کرد تا یازدهمین عنوان متوالی قهرمانی لیگ برتر فوتبال زنان اسکاتلند را به دست آورد.
در مارس ۲۰۱۸، مک‌کارتی به لیگ ملی زنان با کورک سیتی بازگشت. در اولین بازی‌اش برای کورک، او در پیروزی ۲–۰ در برابر باشگاه سابقش گالوی، یک «ضربه بلند و چرخشی» به ثمر رساند. او در سال ۲۰۱۸ به عنوان بازیکن فصل کورک انتخاب شد، اما به دلیل مصدومیت بخش زیادی از فصل ۲۰۱۹ را از دست داد. در مه ۲۰۲۰، او دوباره با گالوی قرارداد امضا کرد.
در ژانویه ۲۰۲۳، مک‌کارتی با باشگاه فوتبال زنان شامروک راورز قرارداد امضا کرد تا بازگشت باشگاه به لیگ ملی زنان را آغاز کند.

## دوران ملی

### جوانان
مک‌کارتی مدافع مهمی در تیم زیر ۱۹ سال جمهوری ایرلند بود که برای اولین بار به یورو راه یافت. او در مرحله گروهی برابر تیم ملی فوتبال زیر ۱۹ سال زنان انگلستان و سوئد گلزنی کرد. آن‌ها در نیمه‌نهایی با نتیجه ۴–۰ به تیم ملی فوتبال زیر ۱۹ سال زنان هلند باختند، که ویوین میدما سه گل به ثمر رساند.

### بزرگسالان
در ۵ مه ۲۰۱۴، سوزان رونان، مک‌کارتی را در یک تیم آزمایشی برای یک بازی دوستانه برابر منتخب ایالت باسک به تیم ملی فوتبال زنان جمهوری ایرلند دعوت کرد. او به عنوان بازیکن تعویضی به‌جای سیارا مک‌کورمک در شکست ۲–۰ جمهوری ایرلند به میدان رفت که به عنوان یک مسابقه بین‌المللی کامل طبقه‌بندی نشد.
مک‌کارتی دوباره برای یک مسابقه مقدماتی یوفا یورو ۲۰۱۷ برابر تیم ملی فوتبال زنان اسپانیا در نوامبر ۲۰۱۵ دعوت شد. مربی رونان گفت: «این یک تجربه خوب برای ساوانا خواهد بود، که هنوز با تیم زیر ۱۹ سال است و فرصتی برای اوست تا از نزدیک ببیند که در سطح بین‌المللی بزرگسالان چه چیزی لازم است.» او برای سفری به ایالات متحده در ژانویه ۲۰۱۶ انتخاب شد، در شکست ۵–۰ ایرلند برابر تیم ملی بزرگسالان ایالات متحده به عنوان بازیکن تعویضی استفاده نشد، اما دو روز بعد در شکست ۳–۰ برابر تیم ملی زیر ۲۳ سال ایالات متحده به میدان رفت.
او اولین بازی رسمی بزرگسالان خود را در قبرس کاپ ۲۰۱۶ به عنوان بازیکن تعویضی در دقیقه ۸۶ به‌جای مگان کمبل در شکست ۲–۰ برابر تیم ملی فوتبال زنان اتریش به دست آورد. او سپس در تساوی ۱–۱ در تقابل با تیم ملی فوتبال زنان ایتالیا و شکست ۱–۰ برابر مجارستان به میدان رفت. در ژوئن ۲۰۱۶، او در پیروزی تاریخی ۹–۰ ایرلند برابر مونته‌نگرو به میدان رفت. مک‌کارتی در نیمه دوم یک پیروزی دوستانه ۲–۱ در خانه برابر ایالت باسک در ۲۵ نوامبر ۲۰۱۶ به میدان رفت و در نیمه وقت به جای جتا بریل وارد شد. وقتی سوزان رونان کنار رفت و کالین بل در فوریه ۲۰۱۷ جایگزین او شد، مک‌کارتی در اولین تیم او برای قبرس کاپ ۲۰۱۷ نام برده شد.
در سپتامبر ۲۰۲۱، مک‌کارتی توسط ورا پاو به تیم ملی دعوت شد. پاو تحت تأثیر تعهد دوباره مک‌کارتی و توانایی او در بازی در سمت چپ یک خط دفاعی سه نفره قرار گرفت. عملکرد امیدوارکننده‌ای در پیروزی دوستانه ۳–۲ ایرلند برابر تیم ملی فوتبال زنان استرالیا در ۲۱ سپتامبر ۲۰۲۱، اولین جام مک‌کارتی پس از پنج سال را به همراه داشت.